# Berborita
La berborita és un mineral de la classe dels borats. Rep el seu nom per la composició química, un borat de beril·li.

## Característiques
La berborita és un borat de fórmula química Be₂(BO₃)(OH)(H₂O). Va ser aprovada com a espècie vàlida per l'Associació Mineralògica Internacional l'any 1967. Cristal·litza en el sistema trigonal. La seva duresa a l'escala de Mohs és 3.
Segons la classificació de Nickel-Strunz, la berborita pertany a «06.AB: borats amb anions addicionals; 1(D) + OH, etc.» juntament amb els següents minerals: hambergita, jeremejevita, warwickita, yuanfuliïta, karlita, azoproïta, bonaccordita, fredrikssonita, ludwigita, vonsenita, pinakiolita, blatterita, chestermanita, ortopinakiolita, takeuchiïta, hulsita, magnesiohulsita, aluminomagnesiohulsita, fluoborita, hidroxilborita, shabynita, wightmanita, gaudefroyita, sakhaïta, harkerita, pertsevita-(F), pertsevita-(OH), jacquesdietrichita i painita.

## Formació i jaciments
Va ser descoberta a la mina Lupikko del districte de Pitkyaranta, a la regió de Ladoga, República de Carèlia (Rússia). També ha estat descrita a diversos indrets de les regions noruegues de Vestfold i Telemark.